# Енантіоморфізм
Енантіоморфі́зм — властивість деяких кристалів існувати в хіральних модифікаціях, що є дзеркальними відображеннями один одного (права і ліва модифікація).

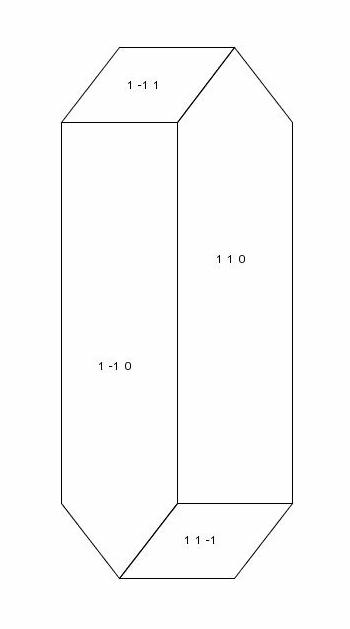
Лівосторонній аустиніт

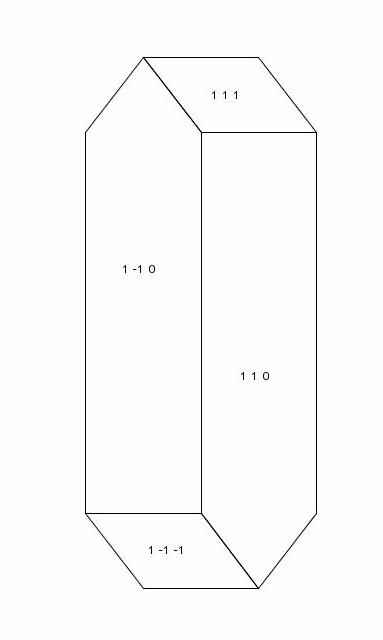
Правосторонній аустиніт

Енантіоморфізм можливий в кристалах, які не мають центру симетрії, площин та дзеркальних осей симетрії.
Будь-який кристал, який має площину відбиття як один із елементів симетрії, має властивість, що його віддзеркалення (з будь-якою площиною як площиною відбиття) завжди може бути накладено на вихідний кристал шляхом перенесення або обертання, або обома способами. Якщо немає площин відбиття як елементів симетрії, то віддзеркалення кристала не може бути приведено в суперпозицію з вихідним кристалом обертанням або перенесенням. Це енантіоморфізм, а віддзеркалення є енантіоморфами одне одного. Можливість існування енантіоморфних кристалів визначається симетрією кристала, тобто точковою групою кристалічного виду. Існує 32 можливі точкові групи, і 22 з них здатні утворювати енантіоморфи. Енантіоморфи позначаються як право- або лівосторонні залежно від того, обертають вони площину поляризованого світла вправо чи вліво. Іноді за зовнішньою формою кристала видно, правосторонній він чи лівосторонній, а іноді для визначення цього потрібні оптичні методи.
Найпоширенішим енантіоморфним мінералом є кварц з точковою групою 32; усі кристали кварцу будуть або правосторонніми, або лівосторонніми, але це може бути неможливо відрізнити за зовнішньою формою, якщо немає деяких критичних кристалічних граней.
Енатіоморфні хімічні молекули називаються енантіомерами.